# Balschwiller
Balschwiller [balʃvilɛʁ]  est une commune de la couronne périurbaine de Mulhouse qui se trouve dans le  département du Haut-Rhin, en région Grand Est. 
Cette commune se trouve dans la région historique et culturelle d'Alsace.
Avant la Révolution, c'était le chef-lieu d'une mairie comprenant quatre communes.
Le 1er août 1972, les communes de Ueberkumen ([ybəʁkymən]) et Balschwiller ont fusionné sous le nom de Balschwiller.

## Géographie

### Localisation

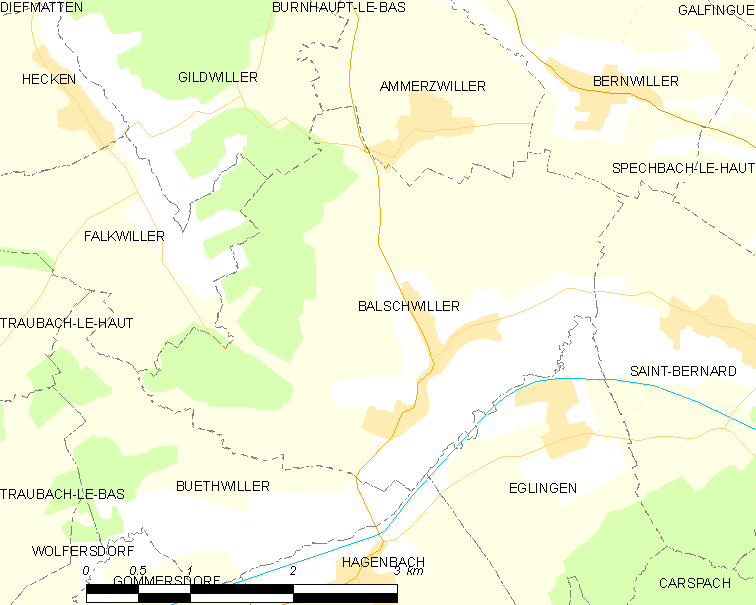
Carte de la commune.

| Gildwiller  | Bernwiller   | Bernwiller    |
| Falkwiller  | Balschwiller | Saint-Bernard |
| Buethwiller | Hagenbach    | Eglingen      |

### Hydrographie

#### Réseau hydrographique
La commune est dans le bassin versant du Rhin au sein du bassin Rhin-Meuse. Elle est drainée par le canal du Rhône au Rhin, la Largue, le ruisseau Soultzbach et le Seingelbach,,.
Le canal du Rhône au Rhin est un canal français qui relie la Saône, affluent navigable du Rhône, au Rhin, par la vallée du Doubs et son prolongement en Haute Alsace jusqu'à Niffer sur le Rhin, un autre prolongement rejoignant Strasbourg par la canalisation de l'Ill. La commune est sur la section qui relie Valdieu-Lutran à Saint-Symphorien-sur-Saône. 
La Largue, d'une longueur de 51 km, prend sa source dans la commune de Oberlarg et se jette  dans l'Ill à Illfurth, après avoir traversé 28 communes. Les caractéristiques hydrologiques de la Largue sont données par la station hydrologique située sur la commune de Spechbach. Le débit moyen mensuel est de 2,51 m3/s. Le débit moyen journalier maximum est de 70,6 m3/s, atteint lors de la crue du 9 août 2007. Le débit instantané maximal est quant à lui de 150 m3/s, atteint le même jour.

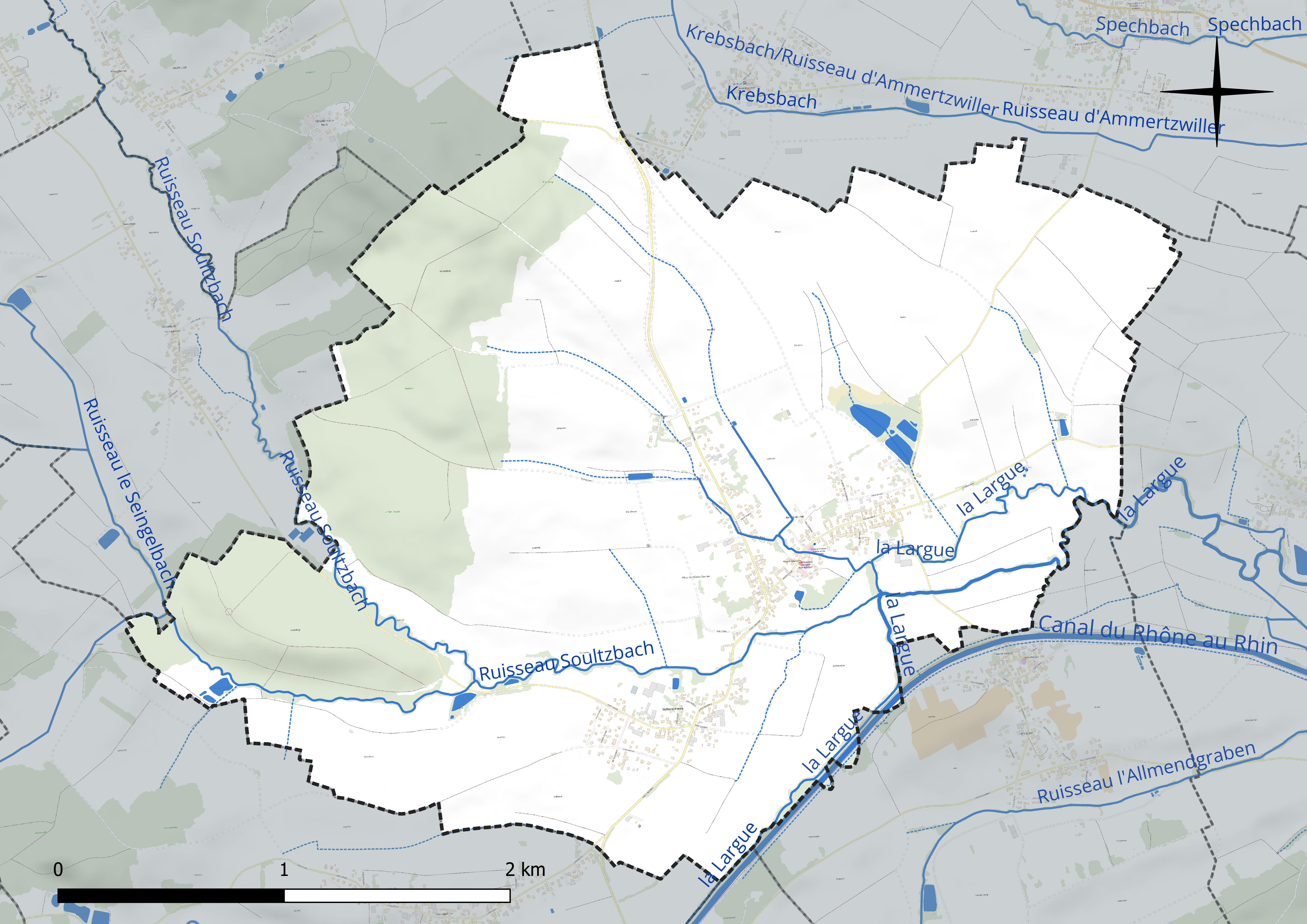
Réseau hydrographique de Balschwiller.

Le ruisseau Soultzbach, d'une longueur de 17 km, prend sa source dans la commune de Le Haut Soultzbach et se jette  dans la Largue sur la commune, après avoir traversé sept communes. 

#### Gestion et qualité des eaux
Le territoire communal est couvert par le schéma d'aménagement et de gestion des eaux (SAGE) « Largue ». Ce document de planification concerne le bassin versant de la Largue et une zone située à l'ouest du périmètre (la région de Montreux). Ce territoire s'étend sur 385 km2. Le périmètre a été arrêté le 4 mars 1996 et le SAGE proprement dit a été approuvé le 24 septembre 1999 puis révisé le 17 mai 2016. La structure porteuse de l'élaboration et de la mise en œuvre est le Syndicat mixte pour l'aménagement et la renaturation du bassin versant de la Largue et du secteur de Montreux, qui a évolué en Epage le 1er janvier 2018, sous le nom de Epage Largue. 
La qualité des cours d’eau peut être consultée sur un site dédié géré par les agences de l’eau et l’Agence française pour la biodiversité. 

### Climat
Pour des articles plus généraux, voir Climat du Grand Est et Climat du Haut-Rhin.
En 2010, le climat de la commune est de type climat des marges montargnardes, selon une étude du Centre national de la recherche scientifique s'appuyant sur une série de données couvrant la période 1971-2000. En 2020, Météo-France publie une typologie des climats de la France métropolitaine dans laquelle la commune est exposée à un climat semi-continental et est dans la région climatique  Vosges, caractérisée par une pluviométrie très élevée (1 500 à 2 000 mm/an) en toutes saisons et un hiver rude (moins de 1 °C). 
Pour la période 1971-2000, la température annuelle moyenne est de 10,2 °C, avec une amplitude thermique annuelle de 17,7 °C. Le cumul annuel moyen de précipitations est de 774 mm, avec 9,1 jours de précipitations en janvier et 9,4 jours en juillet. Pour la période 1991-2020, la température moyenne annuelle observée sur la station météorologique de Météo-France la plus proche, « Carspach », sur la commune de Carspach à 7 km à vol d'oiseau, est de 11,0 °C et le cumul annuel moyen de précipitations est de 827,7 mm. 
La température maximale relevée sur cette station est de 38,1 °C, atteinte le 4 août 2022 ; la température minimale est de −17,7 °C, atteinte le 5 février 2012,,. 
Les paramètres climatiques de la commune ont été estimés pour le milieu du siècle (2041-2070) selon différents scénarios d'émission de gaz à effet de serre à partir des nouvelles projections climatiques de référence DRIAS-2020. Ils sont consultables sur un site dédié publié par Météo-France en novembre 2022.

## Urbanisme

### Typologie
Au 1er janvier 2024, Balschwiller est catégorisée bourg rural, selon la nouvelle grille communale de densité à sept niveaux définie par l'Insee en 2022.
Elle est située hors unité urbaine. Par ailleurs la commune fait partie de l'aire d'attraction de Mulhouse, dont elle est une commune de la couronne,. Cette aire, qui regroupe 132 communes, est catégorisée dans les aires de 200 000 à moins de 700 000 habitants,.

## Histoire
Balschwiller est signalé depuis l'an 728 sous le nom de Baltovilare.
 
Vers le XIIe siècle, le village échoit aux comtes de Ferrette qui le gardent jusqu'au mariage de Jeanne, la dernière fille du comte Ulrich III de Ferrette, décédé le 11 mars 1324 à Bâle, qui a épousé Albert ll de Habsbourg le 17 mars 1324 à Thann.

À partir de là, toutes les possessions des comtes de Ferrette échoient à la famille de Habsbourg. C'est donc la famille de Habsbourg qui règne sur le Sundgau jusqu'au traité de Westphalie ou traité de Munster en 1648.
Il existe un château cité dès 1333 mais à ce jour aucun élément concret n'a permis de reconstituer une famille (de) Balschwiller.
La commune a été décorée, le 2 novembre 1921, de la croix de guerre 1914-1918.

## Politique et administration

### Découpage territorial
La commune de Balschwiller est membre de la communauté de communes Sud Alsace Largue, un établissement public de coopération intercommunale (EPCI) à fiscalité propre créé le 15 juin 2016 dont le siège est à Dannemarie. Ce dernier est par ailleurs membre d'autres groupements intercommunaux.
Sur le plan administratif, elle est rattachée à l'arrondissement d'Altkirch, à la circonscription administrative de l'État du Haut-Rhin, en tant que circonscription administrative de l'État, et à la région Grand Est. 
Sur le plan électoral, elle dépendait jusqu'en 2020 du  canton de Masevaux-Niederbruck pour l'élection des conseillers départementaux au sein du conseil départemental du Haut-Rhin. Depuis le 1er janvier 2021, elle dépend du même canton pour l'élection des conseillers d'Alsace au sein de la collectivité européenne d'Alsace.

### Chronologie des maires
| Période                                  | Période  | Identité               | Étiquette | Qualité |
| ---------------------------------------- | -------- | ---------------------- | --------- | ------- |
| mars 2001                                | 2008     | Monique Karcher        | -         | -       |
| mars 2008                                | 2020     | Jean-Marie Schnoebelen | -         |         |
| mai 2020                                 | en cours | Thierry Jacoberger     | -         | -       |
| Les données manquantes sont à compléter. |          |                        |           |         |

### Budget et fiscalité 2015
En 2015, le budget de la commune était constitué ainsi :
- total des produits de fonctionnement : 636 000 €, soit 768 € par habitant ;
- total des charges de fonctionnement : 545 000 €, soit 658 € par habitant ;
- total des ressources d'investissement : 523 000 €, soit 632 € par habitant ;
- total des emplois d'investissement : 521 000 €, soit 630 € par habitant ;
- endettement : 495 000 €, soit 598 € par habitant.

Avec les taux de fiscalité suivants :
- taxe d'habitation : 15,07 % ;
- taxe foncière sur les propriétés bâties : 11,93 % ;
- taxe foncière sur les propriétés non bâties : 73,73 % ;
- taxe additionnelle à la taxe foncière sur les propriétés non bâties : 50,60 % ;
- cotisation foncière des entreprises : 24,87 %.

### Jumelages
- La Bazouge-de-Chemeré (France) depuis 1972[25].

## Population et société

### Démographie
L'évolution du nombre d'habitants est connue à travers les recensements de la population effectués dans la commune depuis 1793. Pour les communes de moins de 10 000 habitants, une enquête de recensement portant sur toute la population est réalisée tous les cinq ans, les populations de référence des années intermédiaires étant quant à elles estimées par interpolation ou extrapolation. Pour la commune, le premier recensement exhaustif entrant dans le cadre du nouveau dispositif a été réalisé en 2008.

En 2022, la commune comptait 736 habitants, en évolution de −4,54 % par rapport à 2016 (Haut-Rhin : +0,66 %, France hors Mayotte : +2,11 %).
| 1793 | 1800 | 1806 | 1821 | 1831 | 1836 | 1841 | 1846 | 1851 |
| ---- | ---- | ---- | ---- | ---- | ---- | ---- | ---- | ---- |
| 408  | 441  | 420  | 550  | 680  | 680  | 683  | 672  | 688  |

| 1856 | 1861 | 1866 | 1871 | 1875 | 1880 | 1885 | 1890 | 1895 |
| ---- | ---- | ---- | ---- | ---- | ---- | ---- | ---- | ---- |
| 647  | 633  | 608  | 565  | 544  | 543  | 525  | 531  | 528  |

| 1900 | 1905 | 1910 | 1921 | 1926 | 1931 | 1936 | 1946 | 1954 |
| ---- | ---- | ---- | ---- | ---- | ---- | ---- | ---- | ---- |
| 526  | 534  | 528  | 299  | 397  | 419  | 410  | 414  | 386  |

| 1962 | 1968 | 1975 | 1982 | 1990 | 1999 | 2006 | 2008 | 2013 |
| ---- | ---- | ---- | ---- | ---- | ---- | ---- | ---- | ---- |
| 359  | 402  | 542  | 600  | 669  | 762  | 816  | 831  | 800  |

| 2018 | 2022 | - | - | - | - | - | - | - |
| ---- | ---- | - | - | - | - | - | - | - |
| 743  | 736  | - | - | - | - | - | - | - |

## Culture locale et patrimoine

### Lieux et monuments
- Église Saint-Morand bâtie en 1848 (clocher à l'avant) à la place de l'église Saint-Étienne (clocher à l'arrière)[30],

son orgue,,
et son presbytère ;
- Mont des Oliviers (fin du XVe siècle)[34]  ;
- Ancien ossuaire ;
- Monument aux morts[35]  ;
- Cimetière[36] ;
- Mairie école[37] ;
- Maison Uffoltz (seconde moitié du XVIIe siècle) ;
- Lavoir datant de 1881[38], rénové en 1989, agrémente le centre du village à côté de la mairie-école[39] ;
- Quelques maisons à colombages, des calvaires[40], l'ancien château (dont seul reste un bâtiment à l'arrière de l'actuel presbytère), rappellent le riche passé de la commune.

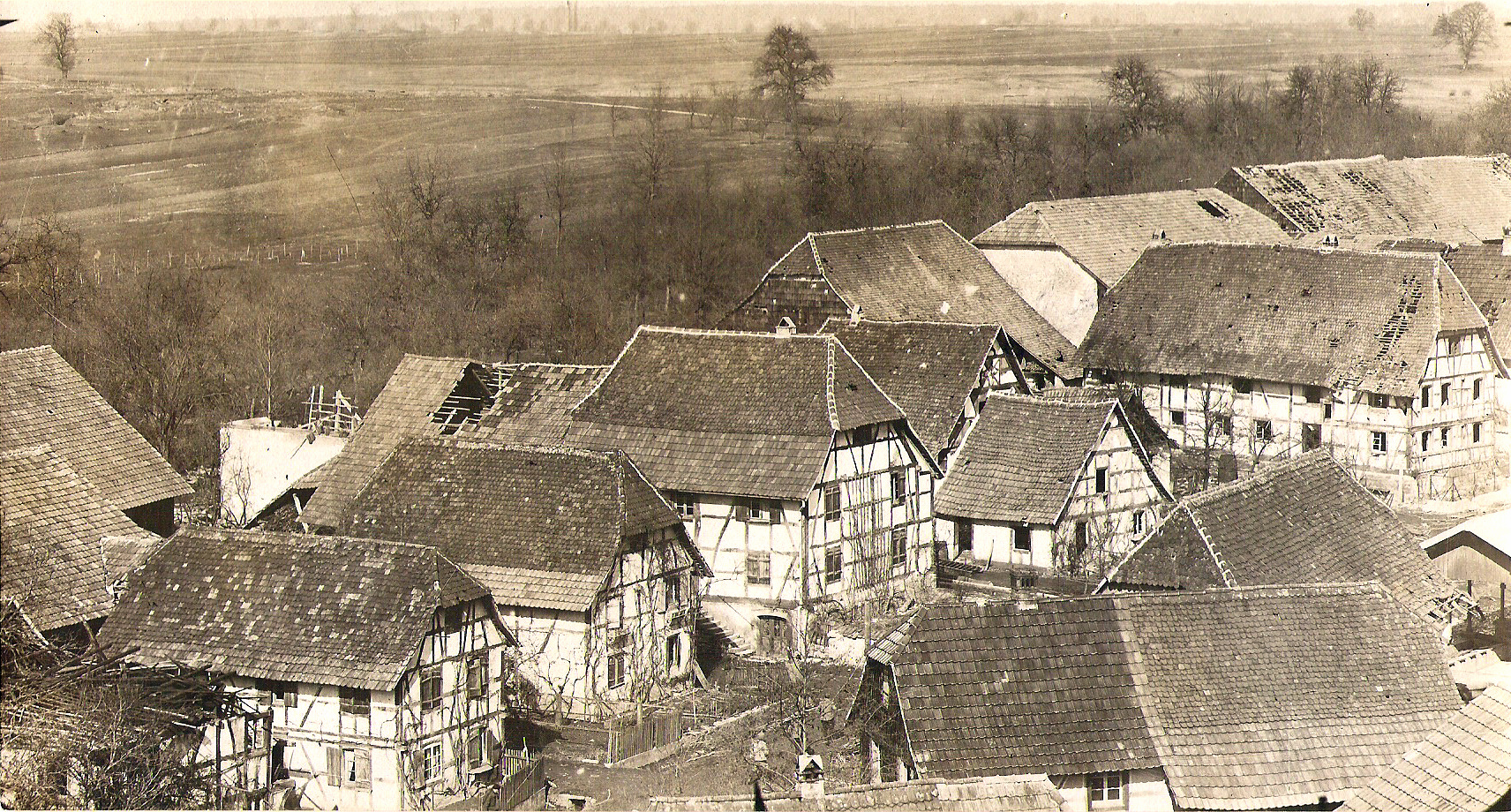
Le village durant la Première Guerre mondiale.
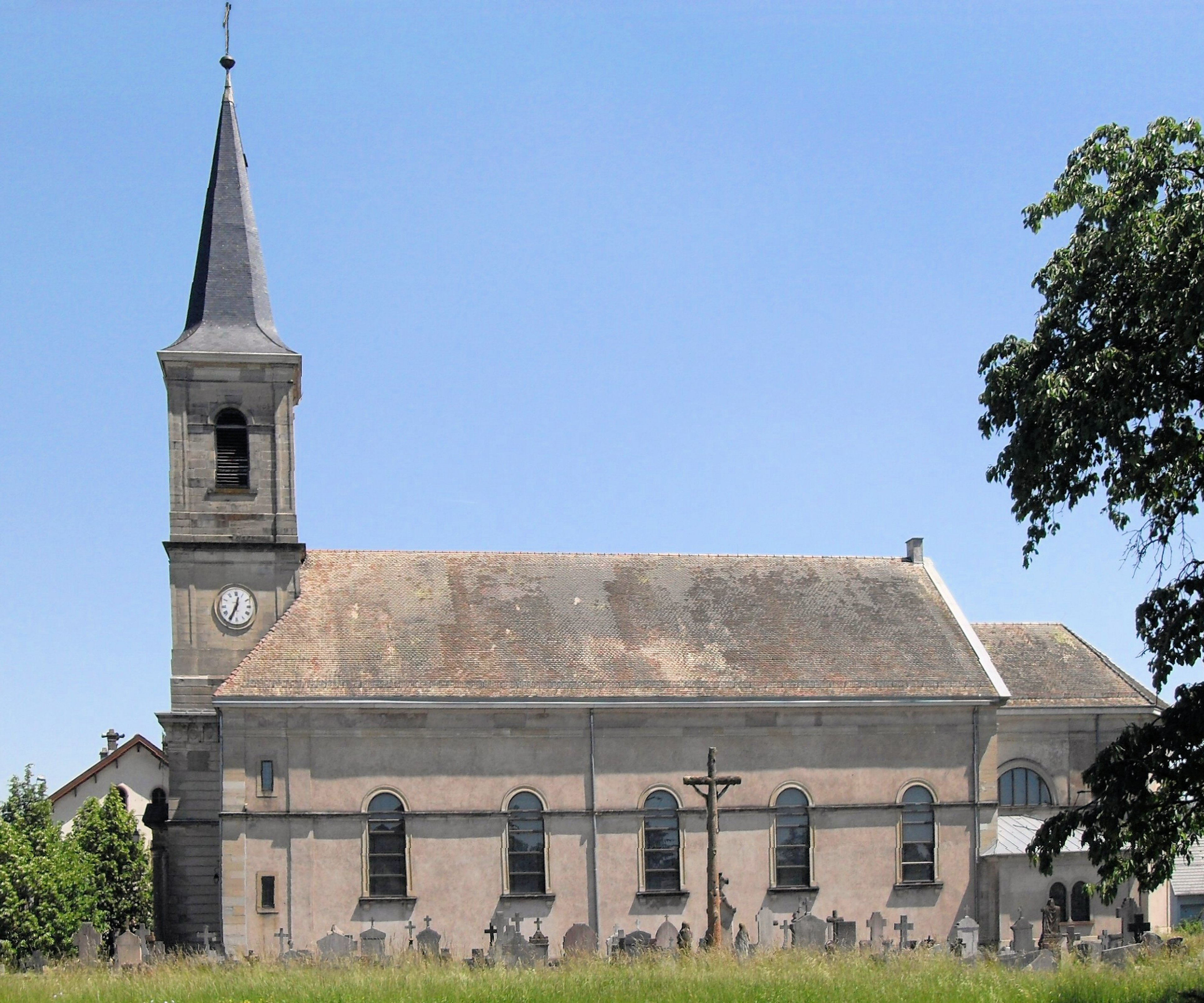
L'église Saint-Morand.
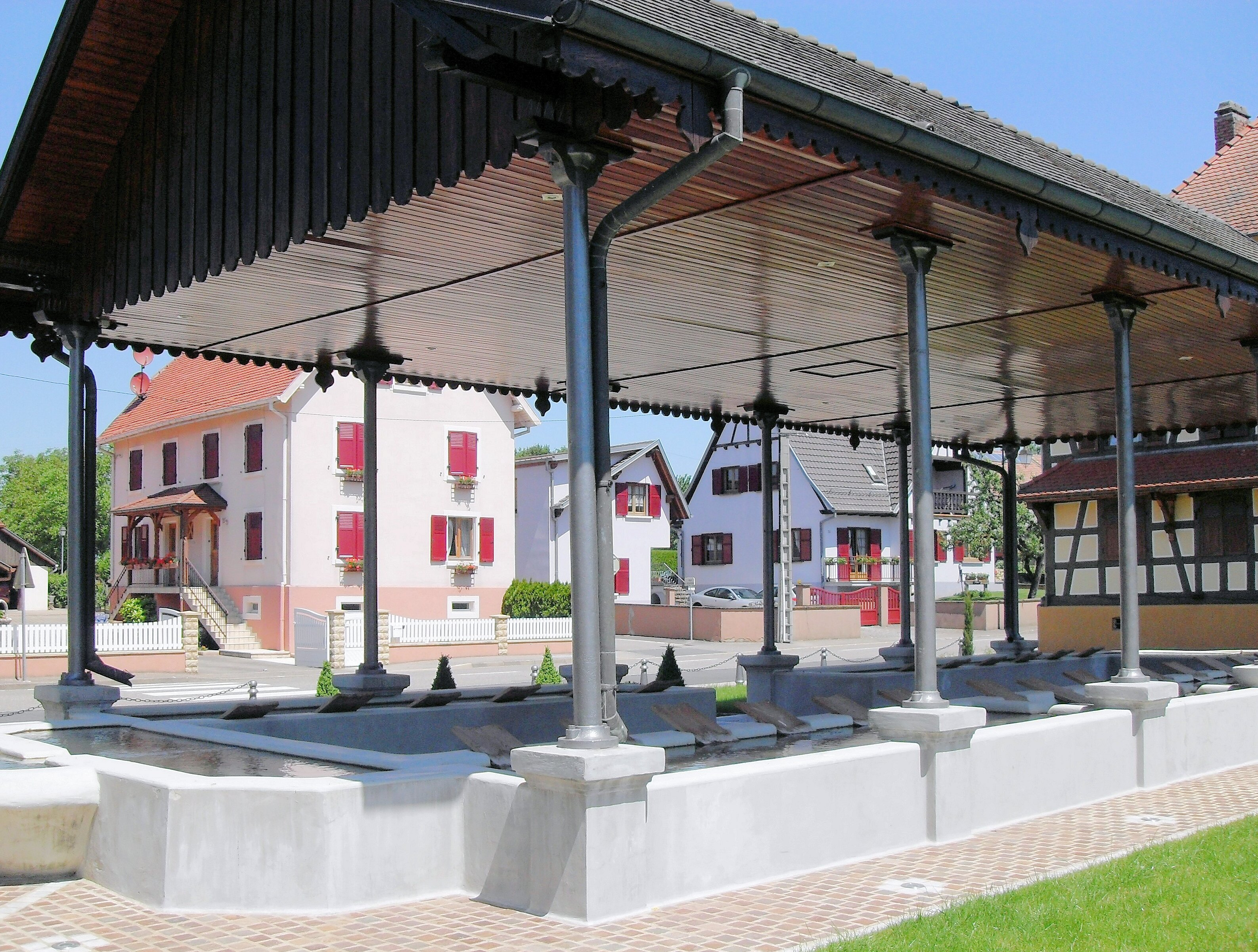
Lavoir.
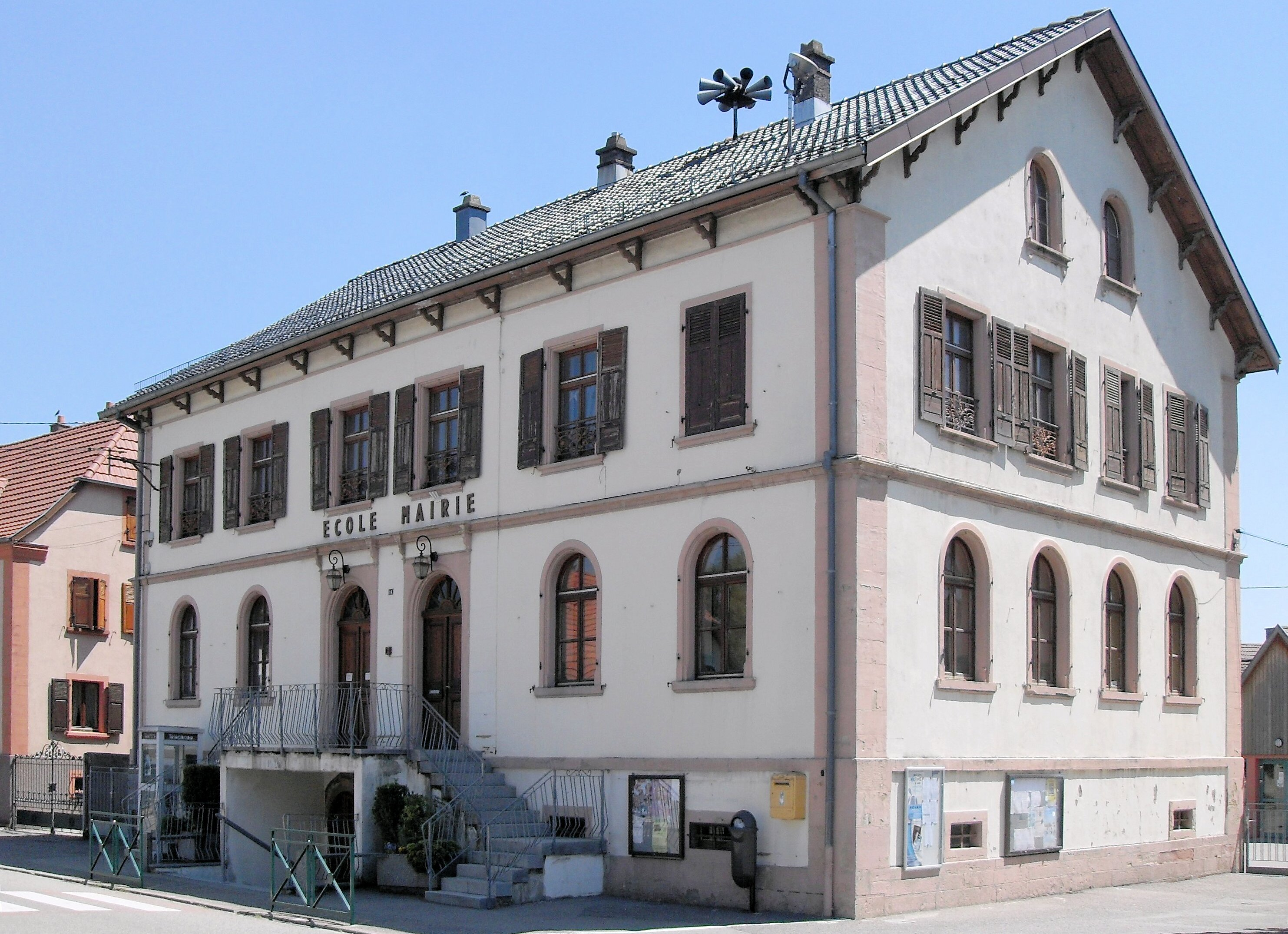
Le bâtiment de l'école-mairie.

### Héraldique
| Blason de Balschwiller | Les armes de Balschwiller se blasonnent ainsi : « De gueules au sautoir d'or. » |